# 1702 en France
Chronologie de la France
- 1698
- 1699
- 1700
- 1701
- 1702
- 1703
- 1704
- 1705
- 1706

Cette page concerne l’année 1702 du calendrier grégorien.

## Événements
- 6 janvier : fondation par le Français Bienville du Fort Louis sur le site de l’actuelle Mobile[1]. Pierre Le Moyne d’Iberville, arrivé sur place en mars, y installe la capitale de la Louisiane de 1702 à 1720[2].
- 25 janvier : Françoise Brès, jeune prophétesse protestante est pendue à Pont-de-Montvert ; elle annonce à l’abbé du Chayla que la vengeance de Dieu s’abattra sur lui après 24 jours[3].

- 11 mars : déclaration du roi établissant une caisse des emprunts[4].
- 22 mars : une assemblée protestante est surprise aux garrigues de Vauvert[5]. Quatorze hommes sont condamnés aux galères à perpétuité, trois filles à être fouettées. Le prédicateur Petit Marc est pendu le 3 juin[6].

- 1er février : échec du prince Eugène à la bataille de Crémone où Villeroy est pris[7].
- 14 février : arrêt du Conseil contenant la nouvelle division de Paris en vingt quartiers[8].

- 4 avril : Gouze, de Pignan, est pendu à Villemagne pour avoir assisté à une assemblée protestante ; une jeune fille est fouettée publiquement le même jour[5].
- 6 avril : vague de froid intense. Les vignes gèlent à Mouthier en Franche-Comté[9].
- 15 avril : Vincent-François Desmarets est nommé évêque de Saint-Malo. Sacré à Paris le 17 septembre, il le reste jusqu’à sa mort en 1739[10].
- 22 avril : Montbonnoux, de Bernis, est pendu à un cerisier pour avoir assisté à une assemblée protestante[5].
- 26 avril : Catinat prend le commandement de l’armée du Rhin[7].

- 4 mai : l’Angleterre déclare la guerre à la France et à l’Espagne[7].
- 15 mai : les Provinces-Unies déclarent la guerre à la France et à l’Espagne[7].

- Juin : une assemblée protestante est surprise à Peyremale des Cévennes; le prédicant y est tué[5].

- 3 juillet : ordonnance de Marly portant déclaration de guerre contre l’Empereur, l’Angleterre, la Hollande et leurs alliés[11].
- 14 juillet : les Anglais s’emparent des deux portions françaises de l’île Saint-Christophe[12].
- 23 juillet : assemblée protestante sur la montagne du Bougès. Elle décide de délivrer les prisonniers du Pont-de-Montvert[5].
- 24 juillet : une soixantaine de protestants menés par Abraham Mazel délivrent des prisonniers dans un bourg cévenol, sur le bord du Tarn, le Pont-de-Montvert et tuent leur geôlier, un prêtre, l’abbé du Chayla, grand vicaire de l’évêque de Mende. Les protestants des Cévennes prennent les armes ; c’est le début de la guerre des Camisards, dirigée par Gédéon Laporte, puis à sa mort en octobre par son neveu Pierre Laporte, dit Rolland, secondé par Jean Cavalier, qui n’est maîtrisée qu’en janvier 1705[13].

- 26 juillet : Vendôme bat les impériaux à Santa-Vittoria, près de Mantoue[7].
- 27 juillet : à Saint-André-de-Lancize, les hommes de Mazel tuent le curé Boissonnade et blessent le maître d’école Paran, précipités du haut du clocher de l’église, et détruisent les images des saints[14].
- 28 juillet : les camisards massacrent la famille catholique des Arnal de La Devèze, à Molezon[15]. Combat du Plan-de-Fontmort, près de Barre-des-Cévennes. Les camisards Esprit Séguier et Pierre Nouvel sont pris par le capitaine Poul[16].

- 1er août : le prince Eugène doit lever le siège de Mantoue[17].
- 13 août : le baron de Saint-Côme, nouveau converti, commissaire sur les protestants du Vaunage, est assassiné par les camisards entre Vauvert et Codognan[5].
- 15 août : Vendôme est victorieux à la bataille de Luzzara (Italie)[7].
- 29 août-4 septembre : bataille navale de Santa-Martha en Colombie[18]. Le Français Jean-Baptiste du Casse (4 bateaux) prend l'ascendant sur une flotte anglaise commandée par John Benbow (7 bateaux).

- 9 septembre : les Français prennent Guastalla (Italie)[7].
- 11 septembre : premier affrontement sérieux de la guerre des Camisards entre les troupes royales du capitaine Poul et les hommes de Cavalier et Salomon Couderc à Champ-Domergue, près de Saint-Frézal-de-Ventalon[16].

- 28 septembre : l’Empire déclare la guerre à la France[19].

- 14 octobre : victoire française de Villars à la bataille de Friedlingen sur Louis-Guillaume, margrave de Bade-Bade[7].
- 23 octobre :
  - bataille navale de Vigo[18]. Une escadre anglo-néerlandaise attaque et s’empare d’un convoi espagnol de retour du Mexique malgré l’escorte assurée par les navires français de Châteaurenault.
  - le camisard Gédéon Laporte est tué au lieu-dit « Ronc del Pons », près du hameau de Témélac, près de Saint-Germain-de-Calberte dans la Vallée Française[3].
- 25 octobre : Tallard occupe Trèves puis le château de Trarbach (7 novembre)[20].

- 3 décembre : Tallard entre dans Nancy avec 3000 hommes. Les Français occupent le duché de Lorraine[21].
- 4 décembre : le duc de Bourgogne, petit-fils du roi entre avec voix délibérative dans tous les Conseils du gouvernement, dont le Conseil d’en haut[22].
- 15 décembre : les troupes royales du chevalier d’Aiguines, gouverneur d’Alès, cherchant à prendre les camisards en embuscade sont elles-mêmes prises au piège au combat des bois de Vacquières, au-dessous du mont Bouquet[23].
- 24 décembre : Jean Cavalier bat la garnison d’Alès du chevalier d’Aiguines au mas de Cauvi, près de Saint-Christol-lès-Alès[5].
- 27 décembre : les camisards prennent Sauve par surprise[5].